# Basil Hayward
Carl Basil Hayward (Leek, 7 aprile 1928 – Stoke-on-Trent, 9 dicembre 1989) è stato un allenatore di calcio e calciatore inglese, di ruolo centrocampista o difensore.

## Biografia
I suoi fratelli maggiori Doug ed Eric sono stati a loro volta dei calciatori professionisti.

## Carriera

### Giocatore
Nella stagione 1946-1947, alla regolare ripresa dei campionati dopo la seconda guerra mondiale, firma un contratto professionistico con il Port Vale, con cui all'età di 18 anni esordisce tra i professionisti giocando 2 partite nella terza divisione inglese. Nella stagione seguente gioca 24 partite, a cui fanno seguito le 41 della stagione 1948-1949; nella stagione 1949-1950 perde invece il posto in squadra, giocando una sola partita di campionato, nella quale mette peraltro a segno il suo primo gol in carriera tra i professionisti. Già dalla stagione 1950-1951 riprende comunque a giocare con maggior frequenza, scendendo in campo in 25 partite. Dopo un'ulteriore stagione da 27 presenze, nelle stagioni 1952-1953 e 1953-1954 (quest'ultima chiusa con la vittoria del campionato e quindi con la promozione in seconda divisione) gioca in posizione più avanzata, segnando 22 reti in 37 partite in ciascuna delle due annate in questione. Nella stagione 1954-1955, all'età di 26 anni, esordisce poi nella seconda divisione inglese, totalizzando 30 presenze e 6 reti. Nelle due stagioni successive gioca invece 41 e 42 partite di campionato, alle quali aggiunge 42 presenze nella stagione 1957-1958, giocata nuovamente in terza divisione dopo la retrocessione dell'anno precedente.
Nell'estate del 1958 lascia dopo dodici stagioni consecutive il Port Vale, con cui ha realizzato complessivamente 58 reti in 372 partite ufficiali fra tutte le competizioni, incluse 349 presenze e 55 reti in partite di campionato: si accasa al Portsmouth, con cui nella stagione 1958-1959 gioca 28 partite in prima divisione, a cui aggiunge 16 partite e 4 reti nel successivo campionato di seconda divisione, nel quale il club era retrocesso. Si ritira definitivamente all'età di 38 anni nel 1964, dopo quattro stagioni allo Yeovil Town.

### Allenatore
Nel 1960 inizia ad allenare i semiprofessionisti dello Yeovil Town, di cui è anche giocatore, nella Southern Football League, che all'epoca era una delle principali leghe calcistiche inglesi al di fuori della Football League; la sua permanenza nel club dura quattro stagioni, nelle quali vince peraltro una Southern Football League Cup, nella stagione 1960-1961, e due Somerset Premier Cup, nelle stagioni 1961-1962 e 1962-1963.
Nel febbraio del 1964 si trasferisce al Bedford Town, con cui allena per ulteriori due stagioni e mezzo nella medesima categoria, vincendo anche una Huntingdonshire Premier Cup. Il 4 gennaio del 1966 lascia il Bedford Town per passare al Gillingham, club di terza divisione, con cui nelle sue prime due stagioni conquista un sesto ed un undicesimo posto in classifica; dopo due ventesimi posti consecutivi (evitando in entrambe le occasioni in extremis la retrocessione in quarta divisione) nelle stagioni 1968-1969 e 1969-1970, il club retrocede in quarta divisione al termine della stagione 1970-1971, ed a fine stagione Hayward viene esonerato. Continua poi ad allenare per un triennio, sulla panchina dei semiprofessionisti del Telford Utd.

## Palmarès

### Giocatore

#### Competizioni nazionali
- Third Division North: 1

Port Vale: 1953-1954
- Southern Football League Cup: 1

Yeovil Town: 1960-1961

#### Competizioni regionali
- Somerset Premier Cup: 2

Yeovil Town: 1961-1962, 1962-1963
- Huntingdonshire Premier Cup: 1

Bedford Town: 1963-1964

### Allenatore

#### Competizioni nazionali
- Southern Football League Cup: 1

Yeovil Town: 1960-1961

#### Competizioni regionali
- Somerset Premier Cup: 2

Yeovil Town: 1961-1962, 1962-1963
- Huntingdonshire Premier Cup: 1

Bedford Town: 1963-1964